# Witton (North Norfolk)
Witton – wieś w Anglii, w hrabstwie Norfolk, w dystrykcie North Norfolk. Leży 26 km na północny wschód od Norwich i 183 km na północny wschód od Londynu. Miejscowość liczy 298 mieszkańców.